# What's Love Got to Do with It (lied)
"What's Love Got to Do with It" is een nummer van de Amerikaanse zangeres Tina Turner. Het nummer verscheen op haar album Private Dancer uit 1984. Op 1 mei van dat jaar werd het nummer uitgebracht als de derde single van het album.

## Achtergrond
"What's Love Got to Do with It" is geschreven door Terry Britten en Graham Lyle en geproduceerd door Britten. De schrijvers boden het nummer aan vele artiesten aan die het allemaal weigerden, waaronder Cliff Richard, Phyllis Hyman en Donna Summer. Enkele maanden voordat Turner het nummer opnam, werd het aangeboden aan Bucks Fizz. Zangeres Jay Aston zou het nummer inzingen, maar haar werd verteld dat het niet geschikt was om een zangeres te gebruiken. Het nummer werd uiteindelijk gezongen door Bobby G en de versie van de groep leek erg op de versie die Turner op zou nemen. Het nummer zou oorspronkelijk verschijnen op hun volgende album I Hear Talk, maar nadat de versie van Turner een groot succes werd, werd het niet op het album gezet. In 2000 verscheen hun versie uiteindelijk voor het eerst op de heruitgave van hun album Are You Ready.
"What's Love Got to Do with It" werd de eerste Amerikaanse top 10-hit uit de solocarrière van Turner. Het was tevens haar enige nummer 1-hit in haar thuisland; het nummer bleef drie weken op de bovenste plek staan. Op 44-jarige leeftijd was zij destijds de oudste solozangeres met een nummer 1-hit in de Billboard Hot 100, een record dat inmiddels is overgenomen door Cher. Het was, na "When Doves Cry" van Prince, de meest succesvolle hit van 1984 in deze lijst. Wereldwijd werd het ook een grote hit. In Australië en Canada behaalde de single ook de eerste plaats, terwijl in het Verenigd Koninkrijk de derde plaats werd behaald.
In Nederland was de plaat op donderdag 16 augustus 1984 TROS Paradeplaat op Hilversum 3 en werd een grote hit. De plaat bereikte de 14e positie in de TROS Top 50, de 10e positie in de Nationale Hitparade en de 15e positie in de Nederlandse Top 40. In België werd de 20e positie in de Vlaamse Radio 2 Top 30 behaald.
In 1985 behaalde het nummer drie Grammy Awards in de categorieën Record of the Year, Song of the Year en Best Female Pop Vocal Performance. In 2012 werd het tevens opgenomen in de Grammy Hall of Fame. Hiernaast plaatste het tijdschrift Rolling Stone het nummer op plaats 309 in hun lijst The 500 Greatest Songs of All Time. In 1993 werd de titel van het nummer gebruikt als de titel van een film over het leven van Turner.
In de videoclip van "What's Love Got to Do with It" loopt Turner over straat en maakt zij contact met het publiek. Deze beelden worden afgewisseld door beelden waarin zij het nummer direct in de camera zingt. De clip werd in de lente van 1984 opgenomen in New York. De clip, geregisseerd door Mark Robinson, won in 1985 een MTV Video Music Award in de categorie "Best Female Video". In een alternatieve video, opgenomen in zwart/wit en geregisseerd door Bud Schaetzle, zingt Turner het nummer tegen een zwarte achtergrond terwijl koppels ruzie hebben met elkaar in een bar.

## Andere versies

### Warren G
In 1996 werd "What's Love Got to Do with It" gecoverd door Warren G en Adina Howard voor de soundtrack van de Engelstalige versie van de film Supercop. Het nummer gebruikte samples van het oorspronkelijke nummer en kende een gelijkwaardig refrein van deze versie, maar Warren G verving de originele tekst met zijn eigen tekst. Het nummer behaalde de 32e plaats in de Amerikaanse Billboard Hot 100 en werd een groot succes in het Verenigd Koninkrijk, waar het de tweede plaats haalde. In Nederland kwam het nummer tot de negende plaats in zowel de Nederlandse Top 40 en de Mega Top 50, maar in Vlaanderen werd de Ultratop 50 niet gehaald en bleef het steken op de elfde plaats in de Bubbling Under-lijst.

### Kygo
Vierentwintig jaar later maakte de Noorse dj Kygo een tropical house-remix van het nummer. Naar eigen zeggen was de dj opgegroeid met de muziek van Tina Turner, en behoorde "What's Love Got to Do with It" tot zijn persoonlijke favoriete nummers. De remix kwam in de week van 1 augustus 2020 binnen op de 35e positie in de Nederlandse Top 40. Het was niet de eerste keer dat Kygo een remix maakt van een jaren '80-hit: een jaar eerder maakte hij namelijk ook een remix van "Higher Love" van Steve Winwood.

## Hitnoteringen

### Tina Turner

#### Nederlandse Top 40
| Hitnotering: 08-09-1984 t/m 20-10-1984 | Hitnotering: 08-09-1984 t/m 20-10-1984 | Hitnotering: 08-09-1984 t/m 20-10-1984 | Hitnotering: 08-09-1984 t/m 20-10-1984 | Hitnotering: 08-09-1984 t/m 20-10-1984 | Hitnotering: 08-09-1984 t/m 20-10-1984 | Hitnotering: 08-09-1984 t/m 20-10-1984 | Hitnotering: 08-09-1984 t/m 20-10-1984 | Hitnotering: 08-09-1984 t/m 20-10-1984 |
| Week                                   | 1                                      | 2                                      | 3                                      | 4                                      | 5                                      | 6                                      | 7                                      |                                        |
| -------------------------------------- | -------------------------------------- | -------------------------------------- | -------------------------------------- | -------------------------------------- | -------------------------------------- | -------------------------------------- | -------------------------------------- | -------------------------------------- |
| Positie                                | 37                                     | 27                                     | 20                                     | 17                                     | 15                                     | 19                                     | 24                                     | uit                                    |

#### Nationale Hitparade
| Hitnotering week 1 t/m 2: 23-06-1984 t/m 30-06-1984 Hitnotering week 3 t/m 11: 08-09-1984 t/m 03-11-1984 | Hitnotering week 1 t/m 2: 23-06-1984 t/m 30-06-1984 Hitnotering week 3 t/m 11: 08-09-1984 t/m 03-11-1984 | Hitnotering week 1 t/m 2: 23-06-1984 t/m 30-06-1984 Hitnotering week 3 t/m 11: 08-09-1984 t/m 03-11-1984 | Hitnotering week 1 t/m 2: 23-06-1984 t/m 30-06-1984 Hitnotering week 3 t/m 11: 08-09-1984 t/m 03-11-1984 | Hitnotering week 1 t/m 2: 23-06-1984 t/m 30-06-1984 Hitnotering week 3 t/m 11: 08-09-1984 t/m 03-11-1984 | Hitnotering week 1 t/m 2: 23-06-1984 t/m 30-06-1984 Hitnotering week 3 t/m 11: 08-09-1984 t/m 03-11-1984 | Hitnotering week 1 t/m 2: 23-06-1984 t/m 30-06-1984 Hitnotering week 3 t/m 11: 08-09-1984 t/m 03-11-1984 | Hitnotering week 1 t/m 2: 23-06-1984 t/m 30-06-1984 Hitnotering week 3 t/m 11: 08-09-1984 t/m 03-11-1984 | Hitnotering week 1 t/m 2: 23-06-1984 t/m 30-06-1984 Hitnotering week 3 t/m 11: 08-09-1984 t/m 03-11-1984 | Hitnotering week 1 t/m 2: 23-06-1984 t/m 30-06-1984 Hitnotering week 3 t/m 11: 08-09-1984 t/m 03-11-1984 | Hitnotering week 1 t/m 2: 23-06-1984 t/m 30-06-1984 Hitnotering week 3 t/m 11: 08-09-1984 t/m 03-11-1984 | Hitnotering week 1 t/m 2: 23-06-1984 t/m 30-06-1984 Hitnotering week 3 t/m 11: 08-09-1984 t/m 03-11-1984 | Hitnotering week 1 t/m 2: 23-06-1984 t/m 30-06-1984 Hitnotering week 3 t/m 11: 08-09-1984 t/m 03-11-1984 | Hitnotering week 1 t/m 2: 23-06-1984 t/m 30-06-1984 Hitnotering week 3 t/m 11: 08-09-1984 t/m 03-11-1984 |
| Week | 1 | 2 | | 3 | 4 | 5 | 6 | 7 | 8 | 9 | 10 | 11 | |
| --- | --- | --- | --- | --- | --- | --- | --- | --- | --- | --- | --- | --- | --- |
| Positie                                                                                                  | 38 | 46 | uit | 25 | 20 | 12 | 10 | 13 | 17 | 26 | 34 | 38 | uit |

#### NPO Radio 2 Top 2000
| Nummer met noteringen in de NPO Radio 2 Top 2000 | '99 | '00  | '01  | '02  | '03  | '04 | '05  | '06  | '07  | '08  | '09  | '10  | '11  | '12 | '13  | '14-'17 | '18  | '19  | '20  | '21  | '22  | '23  |
| ------------------------------------------------ | --- | ---- | ---- | ---- | ---- | --- | ---- | ---- | ---- | ---- | ---- | ---- | ---- | --- | ---- | ------- | ---- | ---- | ---- | ---- | ---- | ---- |
| What's Love Got to Do with It                    | 552 | 1302 | 1049 | 1654 | 1141 | 878 | 1131 | 1265 | 1605 | 1224 | 1536 | 1529 | 1615 | -   | 1724 | -       | 1454 | 1626 | 1482 | 1655 | 1731 | 1024 |

1. ↑  Een '-' betekent dat het nummer niet was genoteerd en een vetgedrukt getal geeft de hoogste notering aan.
2. ↑  Deze tabel is bijgewerkt tot en met de laatste editie (2024).

### Warren G & Adina Howard

#### Nederlandse Top 40
| Hitnotering: 12-10-1996 t/m 30-11-1996 | Hitnotering: 12-10-1996 t/m 30-11-1996 | Hitnotering: 12-10-1996 t/m 30-11-1996 | Hitnotering: 12-10-1996 t/m 30-11-1996 | Hitnotering: 12-10-1996 t/m 30-11-1996 | Hitnotering: 12-10-1996 t/m 30-11-1996 | Hitnotering: 12-10-1996 t/m 30-11-1996 | Hitnotering: 12-10-1996 t/m 30-11-1996 | Hitnotering: 12-10-1996 t/m 30-11-1996 | Hitnotering: 12-10-1996 t/m 30-11-1996 |
| Week                                   | 1                                      | 2                                      | 3                                      | 4                                      | 5                                      | 6                                      | 7                                      | 8                                      |                                        |
| -------------------------------------- | -------------------------------------- | -------------------------------------- | -------------------------------------- | -------------------------------------- | -------------------------------------- | -------------------------------------- | -------------------------------------- | -------------------------------------- | -------------------------------------- |
| Positie                                | 26                                     | 11                                     | 9                                      | 9                                      | 11                                     | 14                                     | 25                                     | 37                                     | uit                                    |

#### Mega Top 50
| Hitnotering: 12-10-1996 t/m 30-11-1996 | Hitnotering: 12-10-1996 t/m 30-11-1996 | Hitnotering: 12-10-1996 t/m 30-11-1996 | Hitnotering: 12-10-1996 t/m 30-11-1996 | Hitnotering: 12-10-1996 t/m 30-11-1996 | Hitnotering: 12-10-1996 t/m 30-11-1996 | Hitnotering: 12-10-1996 t/m 30-11-1996 | Hitnotering: 12-10-1996 t/m 30-11-1996 | Hitnotering: 12-10-1996 t/m 30-11-1996 | Hitnotering: 12-10-1996 t/m 30-11-1996 |
| Week                                   | 1                                      | 2                                      | 3                                      | 4                                      | 5                                      | 6                                      | 7                                      | 8                                      |                                        |
| -------------------------------------- | -------------------------------------- | -------------------------------------- | -------------------------------------- | -------------------------------------- | -------------------------------------- | -------------------------------------- | -------------------------------------- | -------------------------------------- | -------------------------------------- |
| Positie                                | 26                                     | 13                                     | 10                                     | 9                                      | 11                                     | 18                                     | 23                                     | 36                                     | uit                                    |

### Kygo X Tina Turner

#### Nederlandse Top 40
| Hitnotering: 01-08-2020 t/m 03-10-2020 | Hitnotering: 01-08-2020 t/m 03-10-2020 | Hitnotering: 01-08-2020 t/m 03-10-2020 | Hitnotering: 01-08-2020 t/m 03-10-2020 | Hitnotering: 01-08-2020 t/m 03-10-2020 | Hitnotering: 01-08-2020 t/m 03-10-2020 | Hitnotering: 01-08-2020 t/m 03-10-2020 | Hitnotering: 01-08-2020 t/m 03-10-2020 | Hitnotering: 01-08-2020 t/m 03-10-2020 | Hitnotering: 01-08-2020 t/m 03-10-2020 | Hitnotering: 01-08-2020 t/m 03-10-2020 | Hitnotering: 01-08-2020 t/m 03-10-2020 |
| Week:                                  | 1                                      | 2                                      | 3                                      | 4                                      | 5                                      | 6                                      | 7                                      | 8                                      | 9                                      | 10                                     |                                        |
| -------------------------------------- | -------------------------------------- | -------------------------------------- | -------------------------------------- | -------------------------------------- | -------------------------------------- | -------------------------------------- | -------------------------------------- | -------------------------------------- | -------------------------------------- | -------------------------------------- | -------------------------------------- |
| Positie:                               | 35                                     | 31                                     | 30                                     | 26                                     | 25                                     | 23                                     | 19                                     | 24                                     | 28                                     | 37                                     | uit                                    |

#### NederlandseSingle Top 100
| Hitnotering: (week 1) 25-07-2020 Hitnotering: (week 2 t/m 13) 08-08-2020 t/m 24-10-2020 | Hitnotering: (week 1) 25-07-2020 Hitnotering: (week 2 t/m 13) 08-08-2020 t/m 24-10-2020 | Hitnotering: (week 1) 25-07-2020 Hitnotering: (week 2 t/m 13) 08-08-2020 t/m 24-10-2020 | Hitnotering: (week 1) 25-07-2020 Hitnotering: (week 2 t/m 13) 08-08-2020 t/m 24-10-2020 | Hitnotering: (week 1) 25-07-2020 Hitnotering: (week 2 t/m 13) 08-08-2020 t/m 24-10-2020 | Hitnotering: (week 1) 25-07-2020 Hitnotering: (week 2 t/m 13) 08-08-2020 t/m 24-10-2020 | Hitnotering: (week 1) 25-07-2020 Hitnotering: (week 2 t/m 13) 08-08-2020 t/m 24-10-2020 | Hitnotering: (week 1) 25-07-2020 Hitnotering: (week 2 t/m 13) 08-08-2020 t/m 24-10-2020 | Hitnotering: (week 1) 25-07-2020 Hitnotering: (week 2 t/m 13) 08-08-2020 t/m 24-10-2020 | Hitnotering: (week 1) 25-07-2020 Hitnotering: (week 2 t/m 13) 08-08-2020 t/m 24-10-2020 | Hitnotering: (week 1) 25-07-2020 Hitnotering: (week 2 t/m 13) 08-08-2020 t/m 24-10-2020 | Hitnotering: (week 1) 25-07-2020 Hitnotering: (week 2 t/m 13) 08-08-2020 t/m 24-10-2020 | Hitnotering: (week 1) 25-07-2020 Hitnotering: (week 2 t/m 13) 08-08-2020 t/m 24-10-2020 | Hitnotering: (week 1) 25-07-2020 Hitnotering: (week 2 t/m 13) 08-08-2020 t/m 24-10-2020 | Hitnotering: (week 1) 25-07-2020 Hitnotering: (week 2 t/m 13) 08-08-2020 t/m 24-10-2020 | Hitnotering: (week 1) 25-07-2020 Hitnotering: (week 2 t/m 13) 08-08-2020 t/m 24-10-2020 |
| Week:                                                                                   | 1                                                                                       |                                                                                         | 2                                                                                       | 3                                                                                       | 4                                                                                       | 5                                                                                       | 6                                                                                       | 7                                                                                       | 8                                                                                       | 9                                                                                       | 10                                                                                      | 11                                                                                      | 12                                                                                      | 13                                                                                      |                                                                                         |
| --------------------------------------------------------------------------------------- | --------------------------------------------------------------------------------------- | --------------------------------------------------------------------------------------- | --------------------------------------------------------------------------------------- | --------------------------------------------------------------------------------------- | --------------------------------------------------------------------------------------- | --------------------------------------------------------------------------------------- | --------------------------------------------------------------------------------------- | --------------------------------------------------------------------------------------- | --------------------------------------------------------------------------------------- | --------------------------------------------------------------------------------------- | --------------------------------------------------------------------------------------- | --------------------------------------------------------------------------------------- | --------------------------------------------------------------------------------------- | --------------------------------------------------------------------------------------- | --------------------------------------------------------------------------------------- |
| Positie:                                                                                | 100                                                                                     | uit                                                                                     | 94                                                                                      | 92                                                                                      | 61                                                                                      | 59                                                                                      | 59                                                                                      | 58                                                                                      | 59                                                                                      | 62                                                                                      | 66                                                                                      | 71                                                                                      | 85                                                                                      | 94                                                                                      | uit                                                                                     |

#### VlaamseUltratop 50
| Hitnotering: 19-09-2020 t/m 05-12-2020 | Hitnotering: 19-09-2020 t/m 05-12-2020 | Hitnotering: 19-09-2020 t/m 05-12-2020 | Hitnotering: 19-09-2020 t/m 05-12-2020 | Hitnotering: 19-09-2020 t/m 05-12-2020 | Hitnotering: 19-09-2020 t/m 05-12-2020 | Hitnotering: 19-09-2020 t/m 05-12-2020 | Hitnotering: 19-09-2020 t/m 05-12-2020 | Hitnotering: 19-09-2020 t/m 05-12-2020 | Hitnotering: 19-09-2020 t/m 05-12-2020 | Hitnotering: 19-09-2020 t/m 05-12-2020 | Hitnotering: 19-09-2020 t/m 05-12-2020 | Hitnotering: 19-09-2020 t/m 05-12-2020 | Hitnotering: 19-09-2020 t/m 05-12-2020 |
| Week:                                  | 1                                      | 2                                      | 3                                      | 4                                      | 5                                      | 6                                      | 7                                      | 8                                      | 9                                      | 10                                     | 11                                     | 12                                     |                                        |
| -------------------------------------- | -------------------------------------- | -------------------------------------- | -------------------------------------- | -------------------------------------- | -------------------------------------- | -------------------------------------- | -------------------------------------- | -------------------------------------- | -------------------------------------- | -------------------------------------- | -------------------------------------- | -------------------------------------- | -------------------------------------- |
| Positie:                               | 42                                     | 28                                     | 18                                     | 13                                     | 13                                     | 15                                     | 12                                     | 23                                     | 23                                     | 23                                     | 38                                     | 45                                     | uit                                    |